# Conquista di Damasco
L'assedio di Damasco del 635 avvenne nel 635 prima che la città caddesse nelle mani del Califfato dei Rashidun. Damasco è stata la prima grande città dell'impero bizantino a cadere in mano musulmana nel corso della conquista musulmana della Siria.

## Contesto storico

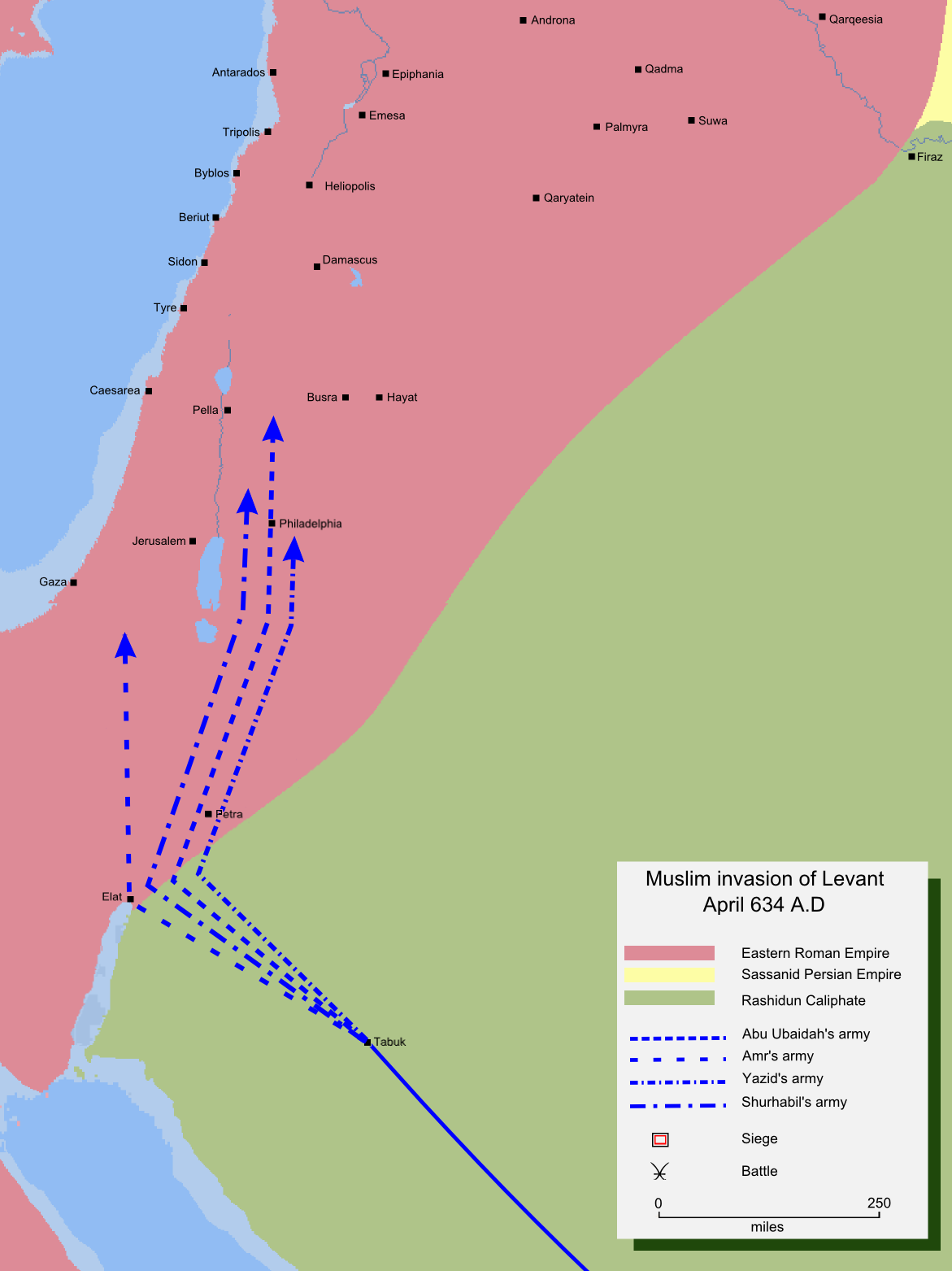
Mappa che mostra l'invasione musulmana della Siria.

Nel 610, durante la guerra romano-persiana del 602-628, Eraclio divenne Imperatore bizantino dopo aver rovesciato Foca. Mentre Eraclio I si concentrò sugli affari interni del suo Impero, i Persiani Sasanidi conquistavano la Mesopotamia, devastarono la Siria nel 611, e invasero l'Anatolia occupando Cesarea Mazaca. Nel 612, Eraclio espulse i Persiani dall'Anatolia. Nel 613, lanciò una controffensiva in Siria, ma fu decisivamente sconfitto.
Nel decennio successivo, i Persiani conquistarono la Palestina e l'Egitto, ma nel frattempo Eraclio aveva ricostruito il suo esercito, preparandosi per una nuova offensiva, che sferrò nel 622, ottenendo diverse vittorie sui Persiani e i loro alleati nel Caucaso e in Armenia. Nel 627, lanciò un'offensiva invernale contro la Persia in Mesopotamia, ottenendo una vittoria decisiva nella Battaglia di Ninive, giungendo persino a minacciare la capitale persiana, Ctesifonte.
Screditato da questa serie di disfatte, Cosroe II fu ucciso in un colpo di Stato condotto da suo figlio Kavadh II, che firmò una pace con i Bizantini, accettando di ritirarsi da tutti i territori occupati riconsegnandoli all'Impero bizantino. Eraclio riportò la Vera Croce a Gerusalemme con una cerimonia sfarzosa nel 629.
In Arabia, nel frattempo, il Profeta Maometto aveva unito la maggior parte dell'Arabia sotto un'unica autorità politica e religiosa. Deceduto Maometto nel giugno 632, Abu Bakr fu eletto suo successore, ovvero "Califfo". Alcune tribù arabe si rivoltarono però contro Abu Bakr, che però riuscì a reprimere la rivolta. Nel 633, tutta l'Arabia era stata unificata sotto l'autorità centrale del Califfo a Medina. Nel 633 o nel 634, Abu Bakr cominciò una guerra di conquista contro i confinanti Impero persiano sasanide e Impero bizantino. Dopo aver conquistato la provincia persiana dell'Iraq, nel 634 i Musulmani invasero la Siria bizantina da quattro percorsi diversi. Questi eserciti si provarono troppo piccoli per portare a termine la missione, necessitando di rinforzi dall'Iraq, condotti dal capace generale di Abu Bakr, Khalid ibn Walid Attraversando il deserto, Khalid ibn Walid entrò in Siria da un percorso inaspettato con una mossa audace. Attaccò e sconfisse le difese bizantine in Siria espugnando in breve tempo la capitale dei Ghassanidi, Bosra. Secondo una tarda tradizione islamica, nel luglio 634, l'esercito musulmano condotto da Khalid sconfisse un altro esercito bizantino nella Battaglia di Ajnadayn, per poi cominciare l'assedio di Damasco.

### Sito dell'assedio
Trovandosi in posizione strategica, Damasco attirava mercanti da tutto il mondo. La città era nota come il paradiso della Siria.
Le fortificazioni erano pari alla sua importanza. La parte principale della città era circondata da mura alte 11 m. La città fortificata era approssimativamente lunga 1500 m e larga 800 m.
Le mura avevano sei porta:
- La Porta Est (Bab Sharqi)
- La Porta di Tommaso (Bab Touma)
- La Porta Jabiya (Bab al-Jabiya)
- La Porta del Paradiso (Bab al-Faradis)
- La Porta Keisan (Bab Kisan)
- La Porta Piccola (Bab al-Saghir)

Anche se il fiume Barada scorreva lungo le mura settentrionali di Damasco, era troppo poco profondo per essere di importanza difensiva.

## Assedio

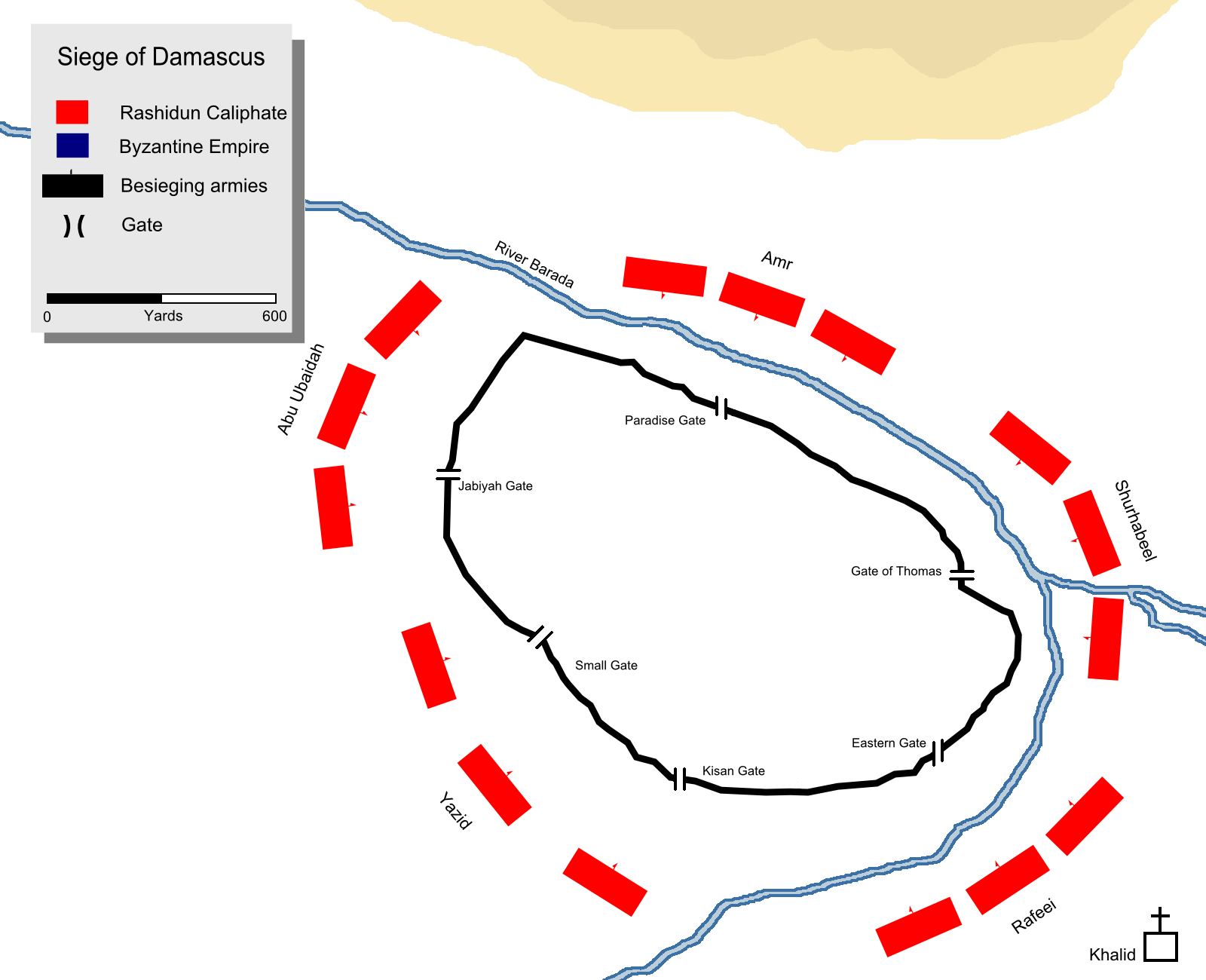
Disposizione delle truppe musulmane (rosso) durante l'assedio di Damasco.

Secondo almeno una fonte musulmana, Khalid ordinò al suo esercito di circondare la città il 21 agosto 634 (il 20° di Jamadi-ul-Akhir, 13 Hijri). Ai comandanti dei reggimenti furono dati ordini di respingere ogni attacco bizantino proveniente dalle rispettive porte, e di cercare assistenza in caso di attacco pesante. Dharar bin al-Azwar comandava 2 000 cavalieri della guardia mobile per sorvegliare lo spazio vuoto tra le mura di notte e rinforzare ogni reggimento attaccato dai Bizantini.
Secondo la tradizione islamica, i seguenti generali musulmani assediarono le sei porte di Damasco:
- Porta di Tommaso: Bab Touma
- Porta Jabiya: Abu Ubaidah
- Porta del Paradiso: Amr
- Porta Keisan: Yazid
- Porta Piccola: Yazid
- Porta Est: Rafay bin Umayr.[15]

Secondo fonti musulmane, Khalid collocò la parte principale delle sue forze sotto il comando di Rafay bin Umayr, incaricando loro di assediare la Porta Est. Stabilì i suoi quartieri generali a breve distanza dalla porta orientale in un monastero, da allora noto come Deir al Khalid, il monastero di Khalid. L'esercito di Khalid aveva accerchiato la città, bloccando l'arrivo di rifornimenti a Damasco mentre la Ghouta fornì l'esercito musulmano di tutti i rifornimenti che Khalid necessitava per i suoi uomini e i suoi destrieri.

### Tentativo di liberazione bizantino
L'Imperatore Eraclio era ad Antiochia all'inizio dell'assedio e inviò un esercito a liberare la città dall'assedio. Esploratori appostati sulla via da Emesa a Damasco informarono i musulmani dell'arrivo dei Bizantini. Dopo esserne stato informato, Khalid inviò Rafay bin Umayr con un esercito per scontrarsi con i Bizantini. Bizantini e Musulmani si scontrarono a 20 km a nord di Damasco presso il Passo Uqab (Passo dell'Aquila) lungo la via Damasco-Emesa. La forza araba si trovò in inferiorità numerica e circondata dal nemico: ma quando era sul punto di essere sconfitta dai Bizantini, Khalid arrivò con i rinforzi e mandò in rotta i Bizantini. Questa battaglia divenne poi nota come Battaglia del passo di Uqab.
Le truppe arabe assedianti la città erano state indebolite dall'invio di truppe contro l'esercito di liberazione bizantino. Comprendendo i pericoli che implicava questa situazione, Khalid ritornò a Damasco e prese la città con un piccolo reggimento.

### Conquista della città
Secondo la tradizione islamica, mentre Khalid sosteneva che aveva conquistato la città con la forza, Abu Ubaidah sostenne che la città era capitolata tramite un accordo di pace tra lui e le autorità bizantine. Anche se una tarda fonte islamica riporta le condizioni di un trattato che sarebbe stato firmato da Khalid e la popolazione conquistata, nessuna fonte contemporanea conferma l'esistenza di questo o di ogni altro patto risalente alle conquista islamiche del VII secolo.

## Conseguenze
Conducendo un reggimento di cavalleria, Khalid si scontrò con un convoglio di rifugiati bizantini provenienti da Damasco presso Antiochia, e lo attaccò. La battaglia divenne nota nella tradizione islamica come Battaglia di Marj-ud-Deebaj (Battaglia del Prato Broccato), perché si narra che i Musulmani si impadronirono come bottino di guerra di una grande quantità di broccato.
Deceduto il Califfo Abu Bakr a Madina, fu eletto suo successore Umar. Negli anni successivi, in seguito alla battaglia dello Yarmuk, il Califfato dei Rashidun annesse l'intera Siria, seguita dalla conquista di Antiochia nel 638. Umar destituì Khalid dal comando dell'esercito musulmano, sostituendolo con Abu Ubaidah. Nel 639, i Bizantini avevano già perso l'Armenia e la Mesopotamia. L'Imperatore Eraclio si concentrò sulle difese dell'Egitto e dell'Anatolia, creando una zona cuscinetto nell'Anatolia ad ovest di Cesarea abbandonando tutte le fortificazioni bizantine. Tuttavia, nel 642 i Bizantini persero l'Egitto e la Tripolitania, conquistata dal Califfato.

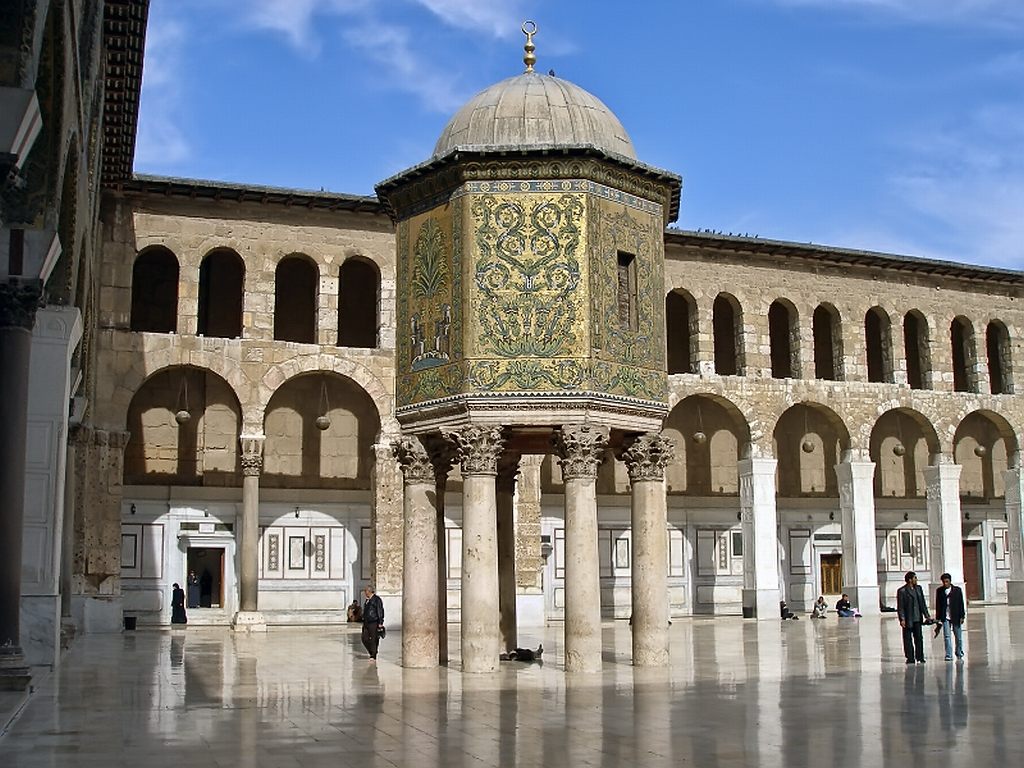
La cupola del tesoro di Damasco nella moschea umayyade

Anche se erano gli Arabi ad amministrare la città, la popolazione di Damasco rimase per la maggior parte Cristiana-calcedoniana e Monofisita—con una comunità crescente di Arabi Musulmani provenienti dalla Mecca, Medina, e dal deserto siriano.
La città fu scelta come capitale della Siria Islamica. Il suo primo governatore musulmano fu Yazid ibn Abi Sufyan, uno dei comandanti dell'esercito musulmano che aveva conquistato la città. Deceduto di peste Yazid nel 640, gli succedette suo fratello minore, Mu'awiya I. In seguito all'assassinio dell'ultimo califfo dei Rashidun, Ali nel 661, Mu'awiya si autoproclamò califfo dell'Impero islamico fondando la dinastia umayyade.
Damasco conseguentemente divenne la capitale del Califfato Ummayade e tutto il gettito fiscale di surplus delle province del Califfato Ummayade finì per riempire le stanze del tesoro di Damasco. L'arabo fu imposto come lingua ufficiale, avvantaggiando la minoranza araba della città rispetto ai cristiani di lingua greca negli affari amministrativi.
La città prosperò nel commercio e nell'economia sotto gli Umayyadi, rimanendo una delle città più fastose del mondo, fino al 750, quando cadde in mano degli Abbasidi. Il 25 agosto 750, gli Abbasidi, dopo aver sconfitto gli Umayyadi nella Battaglia dello Zab in Iraq, conquistarono Damasco dopo aver trovato minima resistenza. Con l'ascesa del Califfato Abbaside, Damasco decrebbe di importanza a tutto vantaggio di Baghdad, la nuova capitale islamica.

### Fonti primarie
- Ibn Ishaq, Sirah Rasul Allah, 750.
- Teofane Confessore, Chronographia, 810–815.
- Muhammad ibn Jarir al-Tabari, Storia dei profeti e dei re, 915.

### Fonti moderne
- Agha Ibrahim Akram, The Sword of Allah: Khalid bin al-Waleed - His Life and Campaigns, Oxford University Press: Pakistan, 2004, ISBN 0-19-597714-9.
- Christon I Archer, World History of Warfare, University of Nevada Press, 2008, ISBN 978-0-8032-1941-0.
- Michae Avi-Yonah, History of Israel and the Holy Land, Continuum International Publishing Group, 2003, ISBN 978-0-8264-1526-4.
- Ross Burns, Damascus: A History, Routledge, 2007, ISBN 978-0-415-41317-6.
- Terry Crowdy, The enemy within: a history of espionage, Osprey Publishing, 2006, ISBN 978-1-84176-933-2.
- Greatrex–Lieu e Samuel N. C. Lieu, The Roman Eastern Frontier and the Persian Wars (Part II, 363–630 AD), Routledge, 2002, ISBN 0-415-14687-9.
- John Haldon, Byzantium in the Seventh Century: the Transformation of a Culture, Cambridge, 1997, ISBN 0-521-31917-X.
- Hugh N. Kennedy, The Byzantine and early Islamic Near East, Ashgate Publishing, 2006, ISBN 978-0-7546-5909-9.
- Edward Gibbon, The Decline and Fall of the Roman Empire, a cura di Henry Hart Milman, BiblioBazaar, illustrated 2009 edition, ISBN 978-1-113-92820-7.
- David Nicolle, Yarmuk 636 A.D.: The Muslim Conquest of Syria, Osprey Publishing, 1994, ISBN 1-85532-414-8.
- Daniel J Sahas, John of Damascus on Islam: The "Heresy of the Ishmaelites.", BRILL, 1972, ISBN 978-90-04-03495-2.
- Martin Sicker, The Islamic world in ascendancy: from the Arab conquests to the siege of Vienna, Greenwood Publishing Group, 2000, ISBN 978-0-275-96892-2.